# Commune de Risti
La commune de Risti (en estonien : Risti vald) est une  ancienne municipalité rurale d'Estonie située dans le Comté de Lääne. 
La commune de Lääne-Nigula est créée en fusionnant les communes de Oru, Risti et de Taebla à la suite des élections municipales du 20 octobre 2013.

## Démographie
Elle s'étendait sur une superficie de 167,8 km2
et comptait 801 habitants(01.01.2012).

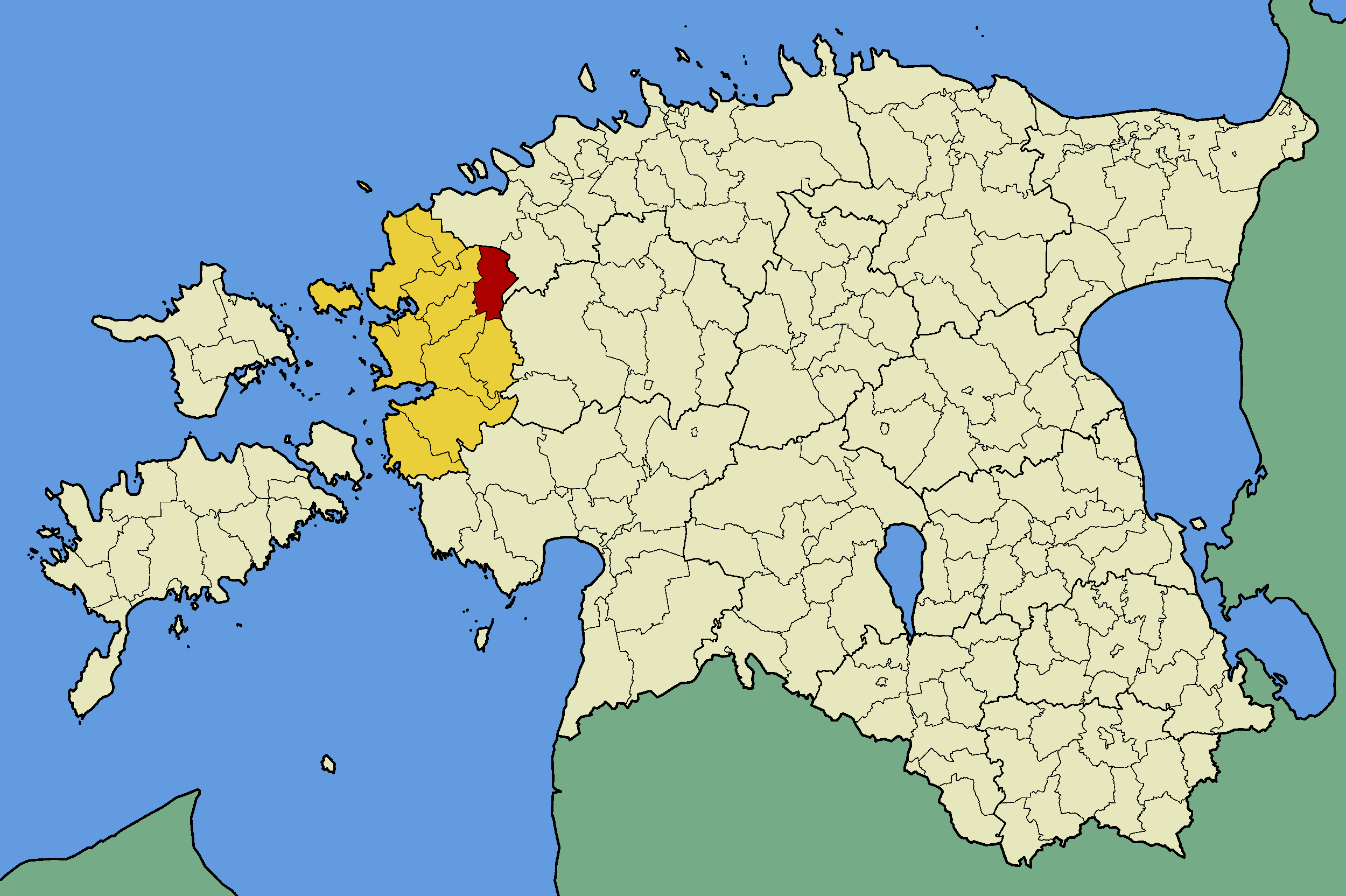
Commune de Risti (rouge), dans le Comté de Lääne (jaune).

## Municipalité
La municipalité comprend 1 bourg et 4 villages:

### Bourg
Risti

### Villages
Jaakna, Kuijõe, Piirsalu, Rõuma.